# 长泽骏
长泽骏（日语：長沢 駿，1988年8月25日—），出生于日本静冈市，日本职业足球运动员，司职中锋，现效力日本J2联赛球队大分三神。长泽骏出身清水心跳青训，2007年同清水队签订职业合同，并在J2联赛的熊本深红、京都不死鸟和松本山雅FC有过租借效力。2015年7月加盟大阪钢巴，在2016赛季有着出色表现。

## 荣誉
大阪钢巴
- 天皇杯：2015

个人
- J1联赛2016年8月月度MVP[2]